# شاداب وجدی
شاداب وجدی (زادهٔ ۱۹۳۷) شاعر، مترجم و زبانشناس ایرانی و مدرس ادبیات فارسی در دانشگاه لندن است. او همچنین به عنوان تهیه‌کننده و مجری رادیوی فارسی بی‌بی‌سی فعالیت کرده‌است.

## زندگی‌نامه
شاداب وجدی در سال ۱۳۱۶ شمسی در شیراز به دنیا آمد. تحصیلات ابتدایی و متوسطه را در شهرستانهای مختلف و سرانجام در تهران گذراند.

### خلاصه ای از مدارج تحصیلی و علمی
- لیسانس ادبیات فارسی از دانشسرای عالی تهران.
- عضویت در گروه پژوهشهای روستایی در کادر مؤسسه تحقیقات اجتماعی دانشگاه تهران.
- فوق لیسانس جامعه‌شناسی از مؤسسه تحقیقات و مطالعات اجتماعی دانشگاه تهران.[۴]
- دکترای زبانشناسی از دانشگاه لندن. موضوع تز دکترا: بررسی عبارت اسمیّه در زبان فارسی بر مبنای دستور گشتاری[۵]

### مشاغل
- تدریس ادبیات فارسی در دبیرستان رضا شاه کبیر (نوربخش) تهران.
- تهیه و اجرای برنامه‌های سیاسی و ادبی بخش فارسی رادیوی بی‌بی‌سی در لندن.
- تدریس زبان و ادبیات فارسی در دانشکده مطالعات آسیایی و آفریقایی دانشگاه لندن.

او پس از خروج ابوالحسن بنی صدر، اولین رئیس‌جمهور ایران از این کشور در سال ۱۳۶۰ با او مصاحبه کرد.
شعرهای او به زبان فارسی است و به انگلیسی، آلمانی و سوئدی نیز ترجمه و منتشر شده‌است. وجدی یکی از نخستین شاعران زن ایرانی بود که ترجمهٔ اشعارش به انگلیسی به صورت یک مجموعه منتشر شد.
همسر او لطفعلی خنجی اشعار وی را با نام Distant Melodies (آواهای دوردست) به انگلیسی برگردانده است. مترجم شعرهای وی به زبان آلمانی زنی است که خود شاعر است. کتاب شعر وجدی در ایران، پس از سالها همچنان در انتظار مجوز وزارت ارشاد است.

## سبک شعر
شهرنوش پارسی پور در نقد کتاب کولاک و شقایق شاداب وجدی، شعر او را در ابتدا با وزن و قافیه و در سبک کلاسیک می‌داند که رفته رفته تغییر شکل داده، تحت تأثیر فروغ فرخزاد است و «به شعر نو گرایش پیدا می‌کند.» به اعتقاد پارسی پور، وجدی شاعری است که «در اوزان شعری تخصص و مهارت دارد؛ و این‌ها را در شعرش رعایت می‌کند.» او در شعر وجدی، آرامش و سکون می‌بیند و به نظر او وجدی شاعر عُصیانی نیست و به این دلیل و نیز جدایی از جامعه نتوانسته «مسیر حرکتی را به‌سرعت طی کند که شاعرانی مثل فروغ فرخزاد و سیمین بهبهانی طی کردند.»
لعبت والا، وجدی را «از برگزیده‌ترین شاعران نسل جوان [پیش از انقلاب]» خوانده‌است.
علیزاده طوسی در نقد کتاب کولاک و شقایق، وجدی را در زمرهٔ گروهی از شاعران می‌داند که «شاعر بودن آنها از موجودیت کامل انسانی آنها جدا نیست. این شاعران مثل همهٔ انسانهای دیگر زندگی می‌کنند و می‌گذارند که نفس آگاهشان در همهٔ افقهای زندگی سیر داشته باشد و در این سیر طبیعی است که تجربه‌های بیشمار و گوناگون انسان در زمان و مکان، در لحظه‌ای خاص، ناگهان شعری را در آیینهٔ ذهن آنها پدیدار می‌کند.»
رضا اغنمی سروده‌های او را پرمغز دانسته و دارای سادگیِ زبان و کلام در عین سنجیدگی مفاهیم شعری می‌داند.

### آثار چاپ شده به زبان فارسی
الف- اثر تحقیقی تحت عنوان: علل اجتماعی ظهور و رواج تصوّف در ایران و بعضی کاستی‌ها در داستانهای مثنوی مولانا ناشر: نشر ساتراپ، لندن.
ب- مجموعه‌های شعر:
- " خم کوچه "، تهران ، انتشارات معرفت.
- "سرودی برای دستهایی کوچک"، تهران، انتشارات زوار.
- " به یاد تشنگی کوهپایه‌های جنوب"، لندن.
- "زیر باران"، آمریکا ، انتشارات " پر ".
- " یک روز دیگر "، تهران، ا نتشارات روشنگران.
- " شمعدانیهای سرخ شفق "، سوئد ، انتشارات باران.
- "کولاک و شقایق"، لندن، بوک پرس.
- "صدای آرامش"، تهران، نشر نگاه (1394)[۹][۱۳][۱۱]

ج- ترجمه‌ها:
- " درون جهان سوم" (از انگلیسی). نویسنده: " پل هریسون ". تهران ، انتشترات فاطمی.
- " بازگشت به چین " (از انگلیسی). نویسندگان: " لیانگ هنگ " و " جودی شاپیرو". تهران ، انتشارات معین.
- "گل‌ها و آدمها". ترجمه فارسی منتخبی از اشعار سوئدی "یان میلوش" شاعر رومانیایی نسب مقیم سوئد.

### آثار چاپ شده به زبان انگلیسی
- Closed Circuit . منتخبی از اشعار دکتر شاداب وجدی به ترجمه لطفعلی خنجی، انتشارات Forest Books, London
- Distant Melodies . منتخبی از اشعار دکتر شاداب وجدی به ترجمه لطفعلی خنجی. ناشر: Ibex Publishers, Maryland, USA

### اثر چاپ شده به زبان آلمانی
Zur Erinnerung an den Durst der südlichen Berghänge
منتخبی از اشعار دکتر شاداب وجدی به ترجمه خانم Ingrid Stoll شاعر آلمانی . انتشارات Internationales Kulturwerk, Hildesheim.
توضیح: عنوان آلمانی کتاب به معنای " به یاد تشنگی کوهپایه‌های جنوب " است، ولی این اثر آلمانی ترجمه کتاب فارسی دارای همان عنوان نیست و فقط بعضی از اشعار آن کتاب را دربردارد.

### اثر چاپ شده به زبان سوئدی
Behov av en resa (به معنای "نیاز سفر"): ترجمه سوئدی منتخبی از اشعار دکتر شاداب وجدی. مترجم این مجموعه "یان میلوش" شاعر رومانیایی نسب مقیم سوئد است.